# Eleocharis obtusitrigona
Eleocharis obtusitrigona är en halvgräsart som först beskrevs av John Lindley och Christian Gottfried Daniel Nees von Esenbeck, och fick sitt nu gällande namn av Ernst Gottlieb von Steudel. Eleocharis obtusitrigona ingår i släktet småsäv, och familjen halvgräs. Inga underarter finns listade i Catalogue of Life.